# Salia terricola
Salia terricola är en fjärilsart som beskrevs av Heinrich Benno Möschler 1880. Salia terricola ingår i släktet Salia och familjen nattflyn. Inga underarter finns listade.